# بافتا إسكتلندا

بافتا اسكتلندا (بالإنجليزية: BAFTA Scotland)‏ هي الفرع الإسكتلندي للأكاديمية البريطانية لفنون السينما والتلفزيون. تأسس الفرع في عام 1986، ويقيم احتفالين سنويين لتوزيع الجوائز تقديراً لإنجاز فناني الأداء وموظفي الإنتاج في الأفلام، والتلفزيون، وألعاب الفيديو الاسكتلندية. هذه الجوائز منفصلة عن جوائز تلفزيون الأكاديمية البريطانية، وجوائز الأكاديمية البريطانية للأفلام. تنتخب «بافتا اسكتلندا»، في كل عام، لجنة للإشراف على تكوين المنظمة ووظائفها.

## جوائز الأكاديمية البريطانية في اسكتلندا
يتم تقديم جوائز الأكاديمية البريطانية في اسكتلندا في حفل توزيع الجوائز السنوي الذي تستضيفه «بافتا اسكتلندا» من عام 2011 إلى عام 2018، ويقام الحفل في فندق راديسون بلو في غلاسكو، واعتبارًا من عام 2019، يتم استضافة الحفل في دوبل تري «هيلتون جلاسجو سنترال». أقيم حفل توزيع جوائز الأكاديمية البريطانية في اسكتلندا لعام 2018 في 4 نوفمبر 2018.

## جوائز المواهب الجديدة من الأكاديمية البريطانية في اسكتلندا
يتم تقديم جوائز المواهب الجديدة من الأكاديمية البريطانية في اسكتلندا في عرض جوائز سنوي تستضيفه «بافتا اسكتلندا». تمنح الجوائز لأفضل المواهب القادمة في مجال السينما، والتلفزيون في اسكتلندا. أقيم حفل توزيع جوائز المواهب الجديدة من الأكاديمية البريطانية في اسكتلندا لعام 2016 في 14 أبريل 2016.

## وصلات خارجية
- BAFTA in Scotland
- BAFTA